# House Work (Jax Jones-dal)
A House Work című dal az angol Dj és producer Jax Jones és Mike Dunn közös felvétele, melyben a brit énekes MNEK is közreműködik. A dal 2016 július 1-én jelent meg a Polydor kiadónál. A dal a 85. helyezést érte el az angol kislemezlistán.
A dal fizikai hanghordozón – CD, 12-es bakelit – nem jelent meg, azt csupán csak letölteni lehet.

## A Videóklip
A hivatalos videóklip 2016 augusztus 30-án jelent meg a YouTube-on, mely egy 2:37 perces változat. A dal élő live mix változata is felkerült az előadó hivatalos csatornájára.

## Slágerlista
| Slágerlista (2016–17)                  | Legmagasabb helyezés |
| -------------------------------------- | -------------------- |
| Írország (IRMA)                        | 92                   |
| Skócia (Scottish Singles Top 40)       | 60                   |
| Egyesült Királyság (UK Singles Chart)  | 85                   |
| Egyesült Királyság (UK Download Chart) | 44                   |

## Megjelenések
| Régió              | Dátum         | Formátum           | Label   |
| ------------------ | ------------- | ------------------ | ------- |
| Egyesült Királyság | 2016 július 1 | Digitális letöltés | Polydor |